# Cryptanthus grazielae
Cryptanthus grazielae é uma espécie de planta do grupo Cryptanthus, da família das bromélias (Bromeliaceae).

## Taxonomia
A espécie foi descrita em 1998 por Harry E. Luther, com o espécime tipo coletado em 1997.

## Forma de vida
É uma espécie terrícola e herbácea.

## Conservação
A espécie faz parte da Lista Vermelha das espécies ameaçadas do estado do Espírito Santo, no sudeste do Brasil.

## Distribuição
A espécie é endêmica do Brasil e encontrada no Espírito Santo A espécie é encontrada no domínio fitogeográfico de Mata Atlântica, em regiões com vegetação de floresta ombrófila pluvial.